# Napięcie robocze
Napięcie robocze – napięcie przewidziane dla normalnej pracy urządzenia elektrycznego.